# Pyrrhulina zigzag
Pyrrhulina zigzag är en fiskart som beskrevs av Axel Zarske och Géry, 1997. Pyrrhulina zigzag ingår i släktet Pyrrhulina och familjen Lebiasinidae. Inga underarter finns listade i Catalogue of Life.